# Лазарєв Володимир Іванович
Лазарєв Володимир Іванович (1876—1924) — російський оперний співак (лірико-драматичний тенор).

## Біографія
Народився в Одесі, навчався в Києві. У 1897—1902 роках служив в армії артилеристом, потім три роки працював в міністерстві шляхів сполучення.
З 1897 році брав уроки співу у С. Сонкі в Петербурзі. З 1901 року брав участь в оперних спектаклях в театрі при Скляному заводі.
У 1903—1904 роках виступав в Петербурзі — Російсько-італійській приватній опері (антрепренер А. Угетті, пізніше У. Гвіді), потім в Новому літньому театрі «Олімпія» (антрепренер Е. Кабанова і К. Яковлєва), в 1904—1905 роках — в московській Опері С. Зіміна та Тифлісі.
У березні 1905 року Лазарєв дебютував в партії Германа («Пікова дама» П. Чайковського) на сцені петербурзького Маріїнського театру.
У 1906—1907 роках співав у Хабаровську, Владивостоку, Читі, в 1907—1908 — в «Руській опері А. Дракули» (Петербург, Великий зал консерваторії), в 1908—1909 — в Києві, в 1910—1911 в Харкові і Катеринодарі, в 1912 році — в Тифлісі, Ризі, Батумі, з 1913 року — в петербурзькому Народному домі.
Помер у листопаді 1924 року в Ленінграді.